# Savannah River
Der Savannah River ist ein etwa 560 km langer Fluss im Südosten der USA, der den größten Teil der Grenze zwischen den US-Bundesstaaten Georgia und South Carolina bildet. 

## Flusslauf
Die Quellflüsse des Savannah River entspringen im südöstlichen Teil der Appalachen nahe der östlichen kontinentalen nordamerikanischen Wasserscheide. Der Fluss entsteht am Zusammenfluss von Tugaloo River (rechts) und Seneca River (links). Der Savannah River und die Unterläufe seiner Quellflüsse werden zum Lake Hartwell aufgestaut. Der Savannah River fließt in überwiegend südöstlicher Richtung zum Meer. Er passiert dabei Augusta und mündet unterhalb von Savannah in den Atlantischen Ozean.  
Der Fluss war im 18. Jahrhundert ein wichtiger Faktor für die wirtschaftliche Entwicklung Georgias.

## Geschichte
Im Jahr 1733 wurde am Savannah River die Stadt Savannah als atlantischer Seehafen gegründet und drei Jahre später die Stadt Augusta, die am Südufer des hier die Staatsgrenze zwischen Georgia und South Carolina bildenden Flusses liegt. Der Savannah River überwindet bei Augusta mit einer Reihe kleiner Wasserfälle den Höhenunterschied zwischen dem westlich gelegenen Hügelland und der atlantischen Küstenebene und ist deshalb nur bis Augusta schiffbar, was der Hauptgrund für die Gründung einer Stadt an dieser Stelle war.
Zwischen 1946 und 1985 errichtete das U.S. Army Corps of Engineers drei große Staudämme am Savannah River, die der Energieerzeugung, Abflussregulierung und Schifffahrt dienen: J. Strom Thurmond Dam (1954), Hartwell Dam (1962) und Richard B. Russell Dam (1985). Die dazugehörenden Stauseen erstrecken sich zusammen über eine ursprüngliche Flusslänge von 190 km.

## Wirtschaft
In der Nähe von Augusta liegt die Savannah River Site, ein großes militärisches Sperrgebiet des US-Energieministeriums (DOE) mit einer Anlage zur Wiederaufarbeitung von Kernbrennstoffen und zur Herstellung von Atomwaffen.